# Kategorien der Handschriften des Neuen Testaments
Kurt und Barbara Aland schlugen 1981 in Der Text des Neuen Testaments eine Einteilung der griechischen Handschriften des Neuen Testaments in fünf Kategorien vor.

## Kategorie I
Handschriften ganz besonderer Qualität, die ursprünglichen Text darstellen, z. B. der alexandrinische Text. In diese Kategorie gehören vor allem die Papyri und Unzialschriften bis zum 3./4. Jahrhundert, aber auch einige Minuskeln „bieten einen alten, wertvollen Text, der selbst mit dem der Majuskeln konkurrieren kann, auch in ihren Spitzenvertretern.“

## Kategorie II
Handschriften besonderer Qualität, von denen der Kategorie I durch Fremdbeeinflussung unterschieden. 

## Kategorie III
Handschriften eigenen Charakters mit selbstständigem Text, die für die Textgeschichte eine wichtige Rolle spielen. In diese Kategorie gehören die Textfamilien f1, f13.

## Kategorie IV
Handschriften des westlichen Texttyps (z. B. Codex Bezae).

## Kategorie V
Handschriften des byzantinischen Texttyps.

## Verzeichnung der Handschriften des Neuen Testaments
Die Handschriften des Neuen Testaments werden mit den in der folgenden Tabelle verwendeten Siglen bezeichnet. Die Spalte ganz links bezieht sich auf die ungefähre Datierung der Handschriften in der entsprechenden Zeile. Die römischen Zahlen I–V stehen für die oben erläuterten Kategorien der Handschriften.
Die Aufstellung folgt Aland (siehe Literatur), S. 167–171.
| ungefähre Datierung | I | II                                                                                          | III | IV        | V |
| ------------------- | --- | ------------------------------------------------------------------------------------------- | --- | --------- | --- |
| 01500               | P52, P90 |                                                                                             | |           | |
| 02000               | P32, P46, P64/67, P66, P77, 0189                                                                                         |                                                                                             | |           | |
| 02500               | P1, P4, P5, P9, P12, P15, P20, P22, P23, P27, P28, P29, P30, P39, P40, P45, P47, P49, P53, P65, P70, P75, P80, P87, 0220 |                                                                                             | 0212 | P48, P69  | |
| 03000               | P13, P16, P18, P37, P72, P78, 0162, P115                                                                                 |                                                                                             | | P38, 0171 | |
| 03500               | P10, P24, P35, 01, 03 | P6, P8, P17, P62, P71, P81, P86, 0185                                                       | P88, 058?, 0169, 0188, 0206, 0207, 0221, 0228, 0231, 0242                                                                                                 |           | |
| 04000               | 057 | P19, P51, P57, P82, P85, 0181, 0270                                                         | P21, P50, 059, 0160, 0176, 0214, 0219 |           | |
| 04500               | 02 (außer Evv), 0254 | P14, 04, 016, 029, 048, 077, 0172, 0173, 0175, 0201, 0240, 0244, 0274                       | 02 (Evv), 032, 062, 068, 069, 0163, 0165?, 0166, 0182, 0216, 0217, 0218, 0226, 0227, 0236, 0252, 0261                                                     | 05        | 026, 061 |
| 05000               | | P56, 071, 076, 088, 0232, 0247                                                              | P54, P63, 072, 0170, 0186, 0213 |           | |
| 05500               | | P33+58, 06, 08, 073, 081, 085, 087, 089, 091, 093 (außer Acta), 094, 0184, 0223, 0225, 0245 | P2, P36, P76, P83, P84, 06, 015, 035, 040, 060, 066, 067, 070, 078, 079, 082, 086, 0143, 0147, 0159, 0187, 0198, 0208, 0222, 0237, 0241, 0251, 0260, 0266 |           | 022, 023, 024, 027, 042, 043, 064, 065, 093 (Acta), 0246, 0253, 0265? |
| 06000               | P26 | P43, P44, P55, 083                                                                          | P3, 0164, 0199 |           | |
| 06500               | P74, 098 | P11, P31, P34, P79, 0102, 0108, 0111, 0204                                                  | P59, P68, 096, 097, 099, 0106, 0107, 0109, 0145, 0167, 0183, 0200, 0209, 0210, 0239, 0259, 0262                                                           |           | 0103, 0104, 0211 |
| 07000               | | P42, P61,                                                                                   | P60 |           | |
| 07500               | | 019, 0101, 0114, 0156, 0205, 0234                                                           | P41, 095, 0126, 0127, 0146, 0148, 0161, 0229, 0233, 0238, 0250, 0256                                                                                      |           | 07, 047, 054?, 0116, 0134 |
| 08000               | | 044 (Kath.)                                                                                 | 044 (außer Kath.) |           | |
| 08500               | 33 | 010, 038, 0155, 0271, 33 (Evv), 892, 2464                                                   | 012, 025 (außer Acta, Offb), 037, 050, 0122, 0128, 0130, 0131, 0132, 0150, 0269, 565                                                                      |           | 09, 011, 013, 014, 017, 018, 020, 021, 025 (Acta, Offb), 030, 031, 034, 039, 041, 045, 049, 053?, 063, 0120, 0133, 0135, 0136?, 0151, 0197, 0248, 0255, 0257, 0272, 0273?, 461 |
| 09000               | | 1841(Offb)                                                                                  | 0115, 1424 (Mk) |           | 1424 (außer Mk), 1841 (außer Offb) |
| 09500               | 1739 | 0177, 0243?, 1739, 1891, 2329                                                               | 051, 075, 0105, 0121a, 0121b, 0140, 0141, 0249, 307, 1582, 1836, 1845, 1874, 1875, 1912, 2110, 2193, 2351                                                 |           | 028, 033, 036, 046, 052, 056, 0142, 1874, 1891 |
| 10500               | 1175, 1243, 2344 | 81, 323, 945, 1006, 1854, 1962, 2298                                                        | 28, 104, 181, 323, 398, 424, 431, 436, 451, 459, 623, 700, 788, 1243, 1448, 1505, 1838, 1846, 1908, 2138, 2147, 2298, 2344, 2596?                         |           | 103, 104, 181, 398, 431, 451, 459, 945, 1006, 1448, 1505, 1846, 1854, 2138, 2147, 2298                                                                                         |
| 11000               | | 256, 1735                                                                                   | 1735, 1910 |           | 256 |
| 11500               | 1241 | 36, 610, 1611, 2050, 2127                                                                   | 1, 36, 88, 94?, 157, 326, 330, 346, 378, 543, 826, 828, 917, 983, 1071, 1241, 1319, 1359, 1542b, 1611, 1718, 1942, 2030, 2412, 2541, 2744                 |           | 1, 180, 189, 330, 378, 610, 911, 917, 1010, 1241, 1319, 1359, 1542b?, 2127, 2541                                                                                               |
| 12000               | |                                                                                             | 1573 |           | 1573 |
| 12500               | 2053, 2062 | 442, 579, 1292, 1852                                                                        | 6, 13, 94, 180, 206, 218, 263, 365, 441, 614, 720, 915, 1398, 1563, 1641, 1852, 2374, 2492, 2516, 2542, 2718?                                             |           | 6, 94?, 180, 206, 218, 263, 365, 597, 720, 1251?, 1292, 1398, 1642, 1852, 2374, 2400, 2492?, 2516                                                                              |
| 13000               | |                                                                                             | 1342 |           | |
| 13500               | 2427 | 1067, 1409, 1506, 1881                                                                      | 5, 209, 254, 429, 453, 621, 629, 630, 1523, 1534, 1678?, 1842, 1877, 2005, 2197, 2200, 2377                                                               |           | 5?, 189, 209, 254, 429, 1067, 1409, 1506, 1523, 1524, 1877, 2200 |
| 14000               | |                                                                                             | 2495 |           | |
| 14500               | | 322                                                                                         | 69, 205, 322, 467, 642, 1751, 1844, 1959, 2523, 2652 |           | 69, 181, 205, 429, 467, 642, 886, 2523, 2623, 2652? |
| 15000               | |                                                                                             | 61, 522, 918, 1704, 1884 |           | 61, 522, 918, 1704 |
| 1550–               | |                                                                                             | 849, 2544 (Paulus) |           | 2544 (außer Paulus) |

Abkürzungen:
- Acta: Acta Apostolorum, lateinischer Name der Apostelgeschichte des Lukas
- Evv: Evangelien
- P: Papyrus
- Paulus: Paulusbriefe des Neuen Testaments

## Anzahl der Manuskripte nach Jahrhundert und Kategorie
| Jahrhundert | Kategorie I | Kategorie II | Kategorie III | Kategorie IV | Kategorie V |
| ----------- | ----------- | ------------ | ------------- | ------------ | ----------- |
| II          | 3           |              |               |              |             |
| II/III      | 6           |              |               |              |             |
| III         | 25          |              | 1             | 2            |             |
| III/IV      | 8           |              |               | 2            |             |
| IV          | 5           | 8            | 10            |              |             |
| IV/V        | 1           | 7            | 7             |              |             |
| V           | 2           | 16           | 19            | 1            | 2           |
| V/VI        |             | 6            | 6             |              |             |
| VI          |             | 15           | 31            |              | 12          |
| VI/VII      | 1           | 4            | 3             |              |             |
| VII         | 2           | 8            | 17            |              | 4           |
| VII/VIII    |             | 2            | 1             |              |             |
| VIII        |             | 6            | 12            |              | 5           |
| VIII/IX     |             | 1            | 1             |              |             |
| IX          | 3           | 7            | 12            |              | 5           |
| IX/X        |             | 1            | 2             |              | 2           |
| X           | 1           | 5            | 18            |              | 10          |
| XI          | 3           | 7            | 24            |              | 16          |
| XI/XII      |             | 2            | 2             |              | 1           |
| XII         | 1           | 5            | 24            |              | 16          |
| XII/XIII    |             |              | 1             |              | 1           |
| XIII        | 2           | 4            | 21            |              | 18          |
| XIII/XIV    |             |              | 1             |              |             |
| XIV         | 1           | 4            | 17            |              | 12          |
| XIV/XV      |             |              | 1             |              |             |
| XV          |             | 1            | 11            |              | 9           |
| XVI         |             |              | 5             |              | 4           |
| XVI/XVII    |             |              | 2             |              | 1           |